# Trixagus longulus
Trixagus longulus là một loài bọ cánh cứng trong họ Throscidae. Loài này được Weise miêu tả khoa học năm 1879.